# Korsé
 (août 2025).
Si vous disposez d'ouvrages ou d'articles de référence ou si vous connaissez des sites web de qualité traitant du thème abordé ici, merci de compléter l'article en donnant les références utiles à sa vérifiabilité et en les liant à la section « Notes et références ».
Korsé est un village de la sous-préfecture de Timbi Madina, dans la région de Mamou, en République de Guinée. Korsé compte environ 2500 habitants.

## Situation
Situé dans la Moyenne-Guinée dans la région de Mamou, Korsé fait partie de la district de Tokosseré. Il est limité au nord par des villages de Kougné, Bamikouré et Pallé, tous inscrits dans le district de Tokosseré. Au sud de Korsé, juste après la rivière Guessewol, se trouvent des villages de Hollādé, Sare, Saré Guessé et Guessé, dans le district de Boumallol.
À l'est de Korsé, se trouve une grande lande destinée à l'agriculture et à l'élevage de bovins et d'ovins. Cette lande est traversée par l'un des sous-affluents du fleuve Sénégal.

## Activités principales
Comme la plupart des villages environnants, l'agriculture et l'élevage constituent les principales activités de Korsé.